# مورفال
مورفال (بالفرنسية: Morval)‏ هي بلدية تقع في إقليم باد كاليه من منطقة نور با دو كاليه في شمال فرنسا. تبلغ مساحة هذه المدينة 2.39 (كم²)، وترتفع عن سطح البحر 151 م، يبلغ عدد سكانها 87 نسمة حسب إحصاء المعهد الوطني للإحصاء والدراسات الاقتصادية سنة 2009 م. وترأس Jean-Pierre Poutrain البلدية خلال فترة (2008-2014).